# Nuxia congesta
Nuxia congesta és una espècie d'arbre de la família de les estilbàcies, nativa de Sud-àfrica, Moçambic i Zimbàbue. El gènere Nuxia va ser anomenat després del senyor de la Nux, un botànic aficionat francès, a l'illa Reunió. L'epítet específic congesta es refereix a les inflorescències de flors amuntegades. Nuxia Congesta es produeix naturalment en pastures seques i rocoses, en sabana i en els marges dels boscos a Limpopo, Nord-oest, Gauteng, Mpumalanga, KwaZulu-Natal i el Cap Oriental. També es troba a Swazilàndia, Botswana i Moçambic, que s'estén cap al nord d'Etiòpia. Nuxia congesta a vegades es confon amb Nuxia glomerulata on les fulles són més el·líptiques, coriàcies i glabres. Aquesta espècie té una distribució restringida entre Pretòria i Zeerust.

## Morfologia
És un arbre de fulla perenne de floració hivernal o arbust amb belles grans inflorescències de petites, perfumades i duradores flors, de color blanc o crema. És una planta focal excel·lent per a un petit jardí i és fàcil de mantenir-se en bon estat. És de creixement ràpid i pot fer una alçada de 2 a 20 metres. Té una escorça de color gris-marró pàl·lid a color marró fosc i els branquillons són peluts. Les fulles són peludes, verd fosc, lleugerament coriàcies i variables en forma i grandària. Es troben agrupades en els extrems de les branquetes. Les fulles de garriga o matoll són suaus, suculentes i verd fosc amb el marge serrat. Les flors són petites, d'uns 5 mm de llarg, tubular i de color blanc cremós, sovint tenyides de color malva o porpra, especialment en el rovell. Tenen un perfum dolç i estan disposats sovint en grans inflorescències congestionades, en forma de fong de cim pla, en els extrems de les branques. Els fruits són petits, d'uns 3 mm de llarg, peluts i de color marró. Es desenvolupen dins del calze persistent i contenen bé, la llavor poc visible. Temps de floració: de febrer a novembre.